# Bégaar
 Bégaar  (en occitano Begar) es una población y comuna francesa, situada en la región de Aquitania, departamento de Landas, en el distrito de Dax y cantón de Tartas-Ouest.

## Demografía
| 999 | 946 | 843 | 908 | 1000 | 939 |
| Para los censos de 1962 a 1999 la población legal corresponde a la población sin duplicidades (Fuente: INSEE [Consultar]) |     |     |     |      |     |